# Imipenem

Kemisk struktur för Imipenem.

Imipenem är ett bredspektrumantibiotikum som ges intravenöst och är en karbapenem. Det säljs i en beredning tillsammans med cilastatin som hämmar nedbrytning av imipenem.

## Användning
Det används vid komplicerade infektioner med klart eller oklart fokus samt på patienter med nedsatt immunförsvar mot bakteriella infektioner (patienter med neutropeni).

## Farmakodynamik
Imipenem fungerar genom att binda till penicillinbindande protein (PBP) och förhindrar bakteriernas förmåga till tillväxt. Effekten är beroende på hur många av dygnets timmar serumkoncentrationen ligger över den nivå där bakterierna inte kan föröka sig.